# Phyllonycteris aphylla
Phyllonycteris aphylla — вид родини листконосові (Phyllostomidae), ссавець ряду лиликоподібні (Vespertilioniformes, seu Chiroptera).

## Середовище проживання та екологія
Країни поширення: Ямайка. Вид колоніальний, лаштує сідала в печерах, часто разом з іншими видами кажанів. Єдина велика колонія містить кілька сотень особин. Раціон складається з фруктів, пилка, нектару, і, можливо, комах.